# Gary Bertini

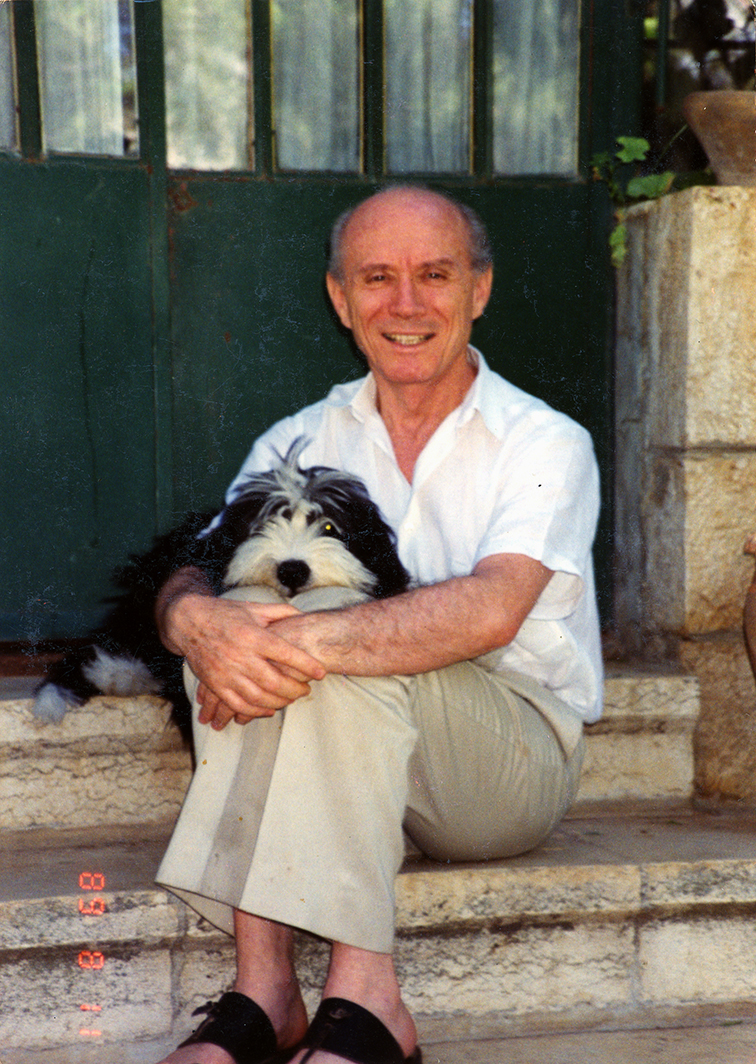
Gary Bertini

Gary Bertini (hebräisch גארי ברתיני; * 1. Mai 1927 in Britschewa, Rumänien, heute Republik Moldau; † 17. März 2005 in Tel Aviv) war ein israelischer Dirigent und Komponist.
Er erhielt seine Ausbildung in Mailand und Paris, wo er seine Studien bei Arthur Honegger und Olivier Messiaen vertiefte. In Israel gründete er 1965 das Israel Chamber Orchestra, welches er zehn Jahre leitete, bevor er erstmals in Europa und Deutschland dirigierte. Von 1987 bis 1991 war er Intendant und Generalmusikdirektor der Oper Frankfurt und Leiter der Museumskonzerte in Frankfurt am Main. In seine Amtszeit fiel der Brand und der Wiederaufbau des Städtischen Opernhauses. Außerdem leitete er von 1983 bis 1991 das Kölner Rundfunk-Sinfonie-Orchester. Bertini trat in der ganzen Welt auf, so zum Beispiel mit den Berliner Philharmonikern, dem Israel Philharmonic Orchestra, in den Opernhäusern von New York City, Philadelphia, London, Wien, München, Rom, Mailand, Neapel, Tokio und Paris. Im Januar 2005 gastierte er noch im Mariinski-Theater in Sankt Petersburg und beim Russischen Nationalorchester in Moskau.
Seine Vorliebe in Konzerten galt spätromantischer Musik (vor allem Gustav Mahlers Sinfonien, die er auch auf Schallplatten aufnahm und bei Gastkonzerten immer wieder dirigierte) und zeitgenössischer Musik. Bertini dirigierte zahlreiche Uraufführungen.
Bertini starb nach kurzer schwerer Krankheit im Alter von knapp 78 Jahren.

## Auszeichnungen
- 1994/95: Premio Abbiati